# Bosquerola de Lucy
La bosquerola de Lucy (Leiothlypis luciae) és un ocell de la família dels parúlids (Parulidae).

## Hàbitat i distribució
D'hàbits migratoris, cria en zones boscoses del sud-oest dels Estats Units i nord-oest de Mèxic. Passa l'hivern a zones mexicanes mes meridionals.